# میانکوه (لرستان)
میانکوه امروزه در دو بخش میانکوه غربی و میانکوه شرقی نام دو دهستان از شهرستان پل‌دختر در  استان لرستان می‌باشد. اما سابقا به کل منطقه وسیع بالاگریوه اطلاق می شده است.
لرستان فیلی در منابع به دو قسمت عمده پشتکوه و پیشکوه تقسیم شده است. لرستان پیشکوه شامل استان امروزی لرستان می‌شود در حالی که منظور از پشتکوه استان ایلام است.
لرستان فیلی غیر از پشتکوه و پیشکوه شامل منطقه دیگری به نام میانکوه هم بوده که به علت نداشتن مرکزیت سیاسی در منابع تاریخی زیاد مورد اشاره قرار نگرفته اما در فرهنگ شفاهی مردم لرستان نام این منطقه کاملاً زنده و رایج است، تلفظ محلی میانکوه در لری  "میکو" می‌باشد که شامل منطقه بالاگریوه است.
مردم میانکوه به گویش لری بالاگریوه‌ای سخن می‌گویند.

## میانکوه غربی
میانکوه غربی، دهستانی است از توابع بخش مرکزی شهرستان پل‌دختر در استان لرستان ایران.
میانکوه غربی در ۵ کیلومتری شرق شهر پل دختر شروع می‌شود و تا ۴۰ کیلومتر پس از آن امتداد می‌یابد.
طبیعت زیبای میانکوه غربی تفرجگاه افراد زیادی از سرتاسر استان است و بخصوص در فصل بهار، پاییز و زمستان میزبان گردشگران پلدختری می‌باشد.
براساس سرشماری سال ۱۳۸۵ جمعیت آن ۲٬۹۹۰ نفر (۶۱۶ خانوار) بوده‌است.

## میانکوه شرقی
میانکوه شرقی دهستانی است از توابع بخش معمولان شهرستان پل‌دختر در استان لرستان ایران.
میانکوه شرقی اختلاف ارتفاع زیادی با مرکز شهرستان یعنی شهر پلدختر دارد به طوری که میانکوه شرقی بیش از ۹۰۰ متر از شهر پلدختر مرتفع تر است و به همین علت زمستان‌های بسیار سرد و تابستان‌های نسبتا خنکی دارد.
از ده‌های معروف این دهستان می‌توان به طایی، قلعه نصیر،چمشک و دهلیز اشاره کرد.
براساس سرشماری سال ۱۳۸۵ جمعیت آن ۴٬۹۰۷ نفر (۱٬۰۳۸ خانوار) بوده‌است.

## جایگاه جعرافیایی
- WIKIMAPIA.MIANKOOH